# Yua
Yua ist eine Gattung aus der Familie der Weinrebengewächse (Vitaceae).

## Beschreibung
Yua-Arten sind verholzte, zweigeschlechtige Lianen. Sie besitzen Lentizellen und weißes Mark. Die Ranken sind zweifach verzweigt. Die Blätter sind handförmig fünf-fiedrig. Die Blüten sind fünfzählig. Der Kelch ist becherförmig und ganzrandig. Die 5 Kronblätter sind in der Blütenknospe verwachsen. Diese öffnet sich zur Blütezeit. Die Kronblätter fallen später einzeln aus. Es sind in der Regel 5 Staubblätter vorhanden. Der Diskus ist unscheinbar. Die Griffel sind auffällig. Die Narbe ist unscheinbar vergrößert. Die Beeren sind kugelförmig und schmecken süß und sauer. Die Samen sind flach und birnenförmig. Sie sind am Grund geschnabelt und an der Spitze ausgerandet.
Die Chromosomenzahl beträgt 2n = 40.

## Vorkommen
Die Gattung ist in China, Nepal und Indien verbreitet.

## Systematik
Die Gattung Yua wurde 1990 von Chao Luang Li erstbeschrieben. Es werden 2 Arten unterschieden:
- Yua austro-orientalis (F.P.Metcalf) C.L.Li: Sie kommt in Fujian, Guangdong, Guangxi und Jiangxi in Höhenlagen von 100 bis 900 Metern Meereshöhe vor.
- Yua thomsonii (M.A.Lawson) C.L.Li: Sie kommt in zwei Varietäten in Indien, Nepal, China und Taiwan in Höhenlagen von 200 bis 2700 Metern Meereshöhe vor.